# Kayō Mon In no Echizen
Kayō Mon In no Echizen (嘉陽門院越前?) fue una poetisa y cortesana japonesa que vivió en las postrimerías de la era Heian y comienzos de la era Kamakura. Es considerada como una de las treinta y seis mujeres inmortales de la poesía.

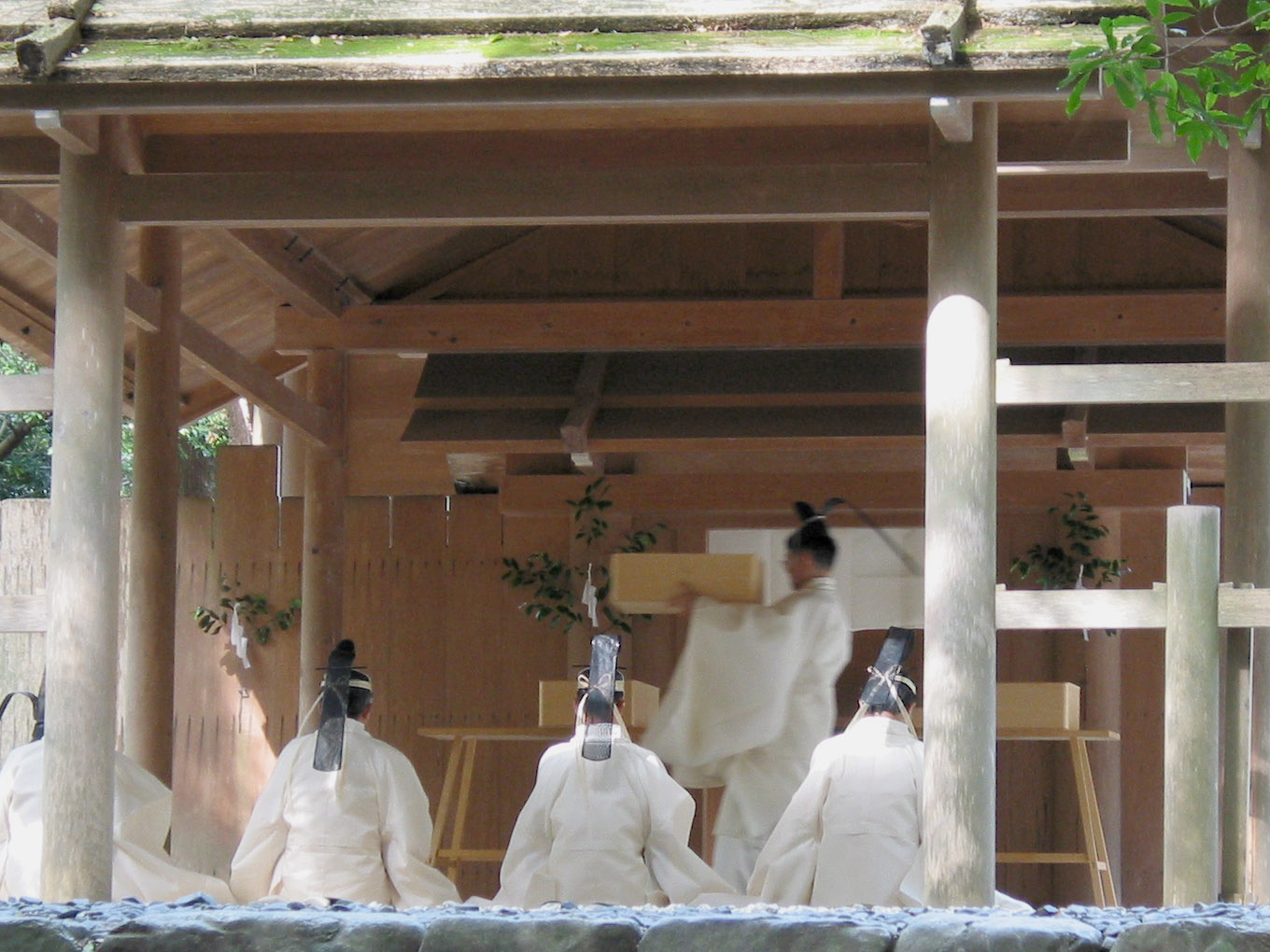
Rituales sintoístas de Ise.

Su padre fue Ōnakatomi no Kinchika, quien era un monje sintoísta del Santuario de Ise. Fue sirvienta de la Princesa Fujiwara no Shokushi de Nanajō In, madre del futuro Emperador Go-Toba. Posteriormente fue sirvienta de la Princesa Imperial Reiko de Kayō Mon In, hija del Emperador Go-Toba. 
Por sus habilidades en la poesía waka fue elegida por el Retirado Emperador Go-Toba para que participara en sus círculos poéticos. Participó en varios concursos de waka en 1200, 1201, 1204, 1216 y 1248. 26 de sus poemas fueron incluidos en la antología imperial Shin Kokin Wakashū.